# 彼女とキスする50の方法
『彼女とキスする50の方法』（かのじょとキスするごじゅうのほうほう、50 ways to kiss her）は山根聖史による日本の漫画作品。話数表記はTheory.○。
講談社の漫画雑誌『週刊少年マガジン』2007年第36・37合併号、第38号、第39号に第1話から第3話までが連載された後、第4話以降は『マガジンSPECIAL』2008年第8号から2009年第12号まで連載されていた。
学校に通う少年少女を主人公とする恋愛漫画で、毎回主役となる人物が交代する形式。

## 主要登場人物
榊原 裕太（さかきばら ゆうた）
1、4話の主人公。辻本とは同じクラスメイト。
辻本 奈緒美（つじもと なおみ）
1、4話のヒロイン。榊原とは同じクラスメイト。
尚人（なおと）
2話の主人公。榊原や辻本と同じクラス。
斉藤 絵里子（さいとう えりこ）
2話のヒロイン。尚人とは幼馴染。
竹本 篤（たけもと あつし）
3話の主人公。榊原や辻本と同じクラス。柔道部。
遠野 響（とおの ひびき）
3話のヒロイン。柔道部。
金城（きんじょう）
5話の主人公。榊原や辻本と同じクラスで榊原とは仲が良い。
姫野 ゆあ（ひめの ゆあ）
5話のヒロイン。
修（しゅう）
5話の主人公。榊原や辻本と同じクラス。陸上部。
安田 佳代（やすだ かよ）
5話のヒロイン。榊原や辻本と同じクラス。陸上部。
塩川 ヒロト（しおかわ）
6話の主人公。榊原や辻本と同じクラス。
北原 舞（きたはら まい）
6話のヒロイン。
津島 竜次 （つしま りゅうじ）
10話の主人公。
松永（まつなが）
榊原や辻本と同じクラスメイト。

## 既刊一覧
- 第1巻 2008年11月17日発売 ISBN 978-4-06-384071-1
- 第2巻 2009年3月17日発売 ISBN 978-4-06-384118-3
- 第3巻 2009年8月17日発売 ISBN 978-4-06-384177-0